# Кайраковский сельсовет
Кайраковский сельсовет — муниципальное образование в Мишкинском районе Башкортостана.
Административный центр — деревня Кайраково.

## История
Согласно Закону о границах, статусе и административных центрах муниципальных образований в Республике Башкортостан имеет статус сельского поселения.
В 2008 году в состав сельсовета вошёл Чебыковский сельсовет.
Закон Республики Башкортостан от 19.11.2008 г. № 49-З «Об изменениях в административно-территориальном устройстве Республики Башкортостан в связи с объединением отдельных сельсоветов и передачей населённых пунктов» гласит:

 "Внести следующие изменения в административно-территориальное устройство Республики Башкортостан:
35) по Мишкинскому району:
б) объединить Кайраковский и Чебыковский сельсоветы с сохранением наименования «Кайраковский» с административным центром в деревне Кайраково.
Включить деревни Бикшиково, Чебыково Чебыковского сельсовета в состав Кайраковского сельсовета.
Утвердить границы Кайраковского сельсовета согласно представленной схематической карте.
Исключить из учетных данных Чебыковский сельсовет;

## Население
| 2002  | 2009  | 2010  | 2012  | 2013  | 2014  | 2015  |
| ----- | ----- | ----- | ----- | ----- | ----- | ----- |
| 1951  | ↘1920 | ↗1956 | ↘1837 | ↘1834 | ↘1774 | ↘1752 |
| 2016  | 2017  | 2018  |       |       |       |       |
| ↘1716 | ↘1674 | ↘1657 |       |       |       |       |

## Состав сельского поселения
| № | Населённый пункт | Тип населённого пункта          | Население |
| - | ---------------- | ------------------------------- | --------- |
| 1 | Кайраково        | деревня, административный центр | ↗585      |
| 2 | Каргино          | деревня                         | ↗556      |
| 3 | Чебыково         | деревня                         | ↗495      |
| 4 | Бикшиково        | деревня                         | ↘277      |
| 5 | Андреевка        | деревня                         | ↗43       |

## Известные уроженцы
- Михайлов, Кирилл Андреевич (род. 2 апреля 1983) — российский лыжник и биатлонист, Заслуженный мастер спорта России (2006)[18][19].